# Philotherma
Philotherma är ett släkte av fjärilar. Philotherma ingår i familjen ädelspinnare.

## Dottertaxa tillPhilotherma, i alfabetisk ordning[1]
- Philotherma aniera
- Philotherma apithana
- Philotherma brunnea
- Philotherma clara
- Philotherma dentata
- Philotherma flavescens
- Philotherma fusca
- Philotherma fuscescens
- Philotherma goliath
- Philotherma grisea
- Philotherma heringi
- Philotherma jacchus
- Philotherma kittenbergeri
- Philotherma leucocyma
- Philotherma media
- Philotherma melambela
- Philotherma montibia
- Philotherma natalica
- Philotherma nigritarsis
- Philotherma obscura
- Philotherma ochracescens
- Philotherma ponera
- Philotherma posticata
- Philotherma rectilinea
- Philotherma rennei
- Philotherma rosa
- Philotherma rufescens
- Philotherma simplex
- Philotherma sordida
- Philotherma spargata
- Philotherma spargatana
- Philotherma squamata
- Philotherma tandoensis
- Philotherma testaceicornis
- Philotherma thoracica
- Philotherma trianguligera
- Philotherma unicolor
- Philotherma vulpecula